# Kaliskie Towarzystwo Muzyczne im. Alfreda Wiłkomirskiego
Kaliskie Towarzystwo Muzyczne im. Alfreda Wiłkomirskiego (KTM) – stowarzyszenie założone w 1818 w Kaliszu, należy do najstarszych towarzystw muzycznych w Polsce (starsze jest Towarzystwo w Krakowie, które powstało 1 listopada 1817 roku); od 1975 nosi imię Alfreda Wiłkomirskiego. 
Od 1818 towarzystwo nosiło następujące nazwy:
- 1818–1832 Towarzystwo Przyjaciół Muzyki w Kaliszu
- 1882–1939 Kaliskie Towarzystwo Muzyczne
- 1945–1952 Kaliskie Towarzystwo Muzyczne
- 1962–1975 Kaliskie Towarzystwo Muzyczne
- 1975–         Kaliskie Towarzystwo Muzyczne im. Alfreda Wiłkomirskiego

W 1872 towarzystwo założyło pierwszą szkołę muzyczną. W 1889 liczyło 120 członków. W 1898 rosyjskie władze wojskowe zażądały opuszczenia gmachu korpusu kadetów, przyspieszono wówczas starania o budowę własnego gmachu, który wzniesiono w latach 1900–1902 przy ul. Parkowej 3. 
Towarzystwo zostało rozwiązane w 1952, znacjonalizowano wówczas szkołę muzyczną. W 1962 towarzystwo reaktywowano. W 1974 obok gmachu z 1902 towarzystwo wybudowało drugi budynek (dawny gmach zajmują szkoły muzyczne). W 1979 zostało odznaczone Medalem Komisji Edukacji Narodowej